# Gunung Peutsagu
Gunung Peutsagu är ett berg i Indonesien.   Det ligger i provinsen Aceh, i den västra delen av landet, 1 700 km nordväst om huvudstaden Jakarta. Toppen på Gunung Peutsagu är 2 493 meter över havet, eller 288 meter över den omgivande terrängen. Bredden vid basen är 1,5 km.
Terrängen runt Gunung Peutsagu är kuperad åt nordväst, men åt sydost är den bergig.Runt Gunung Peutsagu är det glesbefolkat, med 11 invånare per kvadratkilometer. Det finns inga samhällen i närheten. I omgivningarna runt Gunung Peutsagu växer i huvudsak städsegrön lövskog.